# باشگاه فوتبال استقلال تهران در فصل ۹۸–۱۳۹۷
باشگاه فوتبال استقلال تهران در فصل ۹۸–۱۳۹۷ هفتاد و سومین فصل فعالیت باشگاه فوتبال استقلال تهران در مسابقات فوتبال ایران است. این تیم در این فصل در چهارمین سوپرجام فوتبال ایران، هجدهمین دوره لیگ برتر فوتبال ایران و سی و دومین دوره جام حذفی فوتبال ایران شرکت می‌کند. آن‌ها همچنین در نیمه نخست فصل در مراحل حذفی سی و هشتمین دوره لیگ قهرمانان آسیا شرکت می‌کنند و سپس در نیمه دوم فصل در سی و نهمین دوره این مسابقات حاضر می‌شوند.

## پیش‌زمینه
استقلال فصل ۹۷–۱۳۹۶ را در حالی به پایان رساند که در ابتدای فصل علیرضا منصوریان را به عنوان سرمربی بر روی نیمکت می‌دید اما به دنبال نتایج ضعیف استقلال، وی در هفته هفتم از کار خود استعفا داد و پس از یک هفته که میک مک‌درموت ایرلندی به عنوان مربی موقت تیم را هدایت کرد وینفرد شفر آلمانی به عنوان مربی جدید باشگاه برگزیده شد. وی نخستین مربی خارجی باشگاه بعد از پانزده سال بود. در ادامه فصل استقلال تحت رهبری شفر موفق عمل کرد و موفق شد در انتهای فصل در لیگ برتر به عنوان سومی برسد. این تیم با غلبه بر تیم خونه به خونه بابل توانست عنوان قهرمانی جام حذفی را از آن خود کند و در لیگ قهرمانان آسیا موفق شد از گروهی موسوم به گروه مرگ به عنوان تیم صدرنشین صعود کند و در ادامه با پیروزی بر دیگر نماینده ایران ذوب‌آهن اصفهان، بعد از پنج فصل غیبت یک بار دیگر در مرحله یک چهارم نهایی لیگ قهرمانان آسیا حاضر شود. مامه تیام، مهاجم سنگالی که خرید زمستانی استقلال بود بسیار موفق عمل کرد و موفق شد با تنها نیم فصل حضور در استقلال با دوازده گل زده عنوان بهترین گلزن فصل را از آن خود کند.

## بازیکنان

### بازیکنان اصلی
| ش.          | نام                        | م.                   | پست(ها)      | تاریخ تولد (سن)          | آغاز قرارداد | پایان قرارداد | باشگاه قبلی          | یادداشت‌ها     |
| دروازه‌بانان | دروازه‌بانان                | دروازه‌بانان          | دروازه‌بانان  | دروازه‌بانان              | دروازه‌بانان  | دروازه‌بانان   | دروازه‌بانان          | دروازه‌بانان   |
| ----------- | -------------------------- | -------------------- | ------------ | ------------------------ | ------------ | ------------- | -------------------- | ------------- |
| ۱           | مهدی رحمتی                 | ایران                | GK           | ۲ فوریه ۱۹۸۳ (۳۵ سال)    | ۱۳۹۴         | ۱۳۹۸          | پیکان تهران          | کاپیتان اول   |
| ۱۹          | مهدی نوراللهی زیر ۲۳ سال   | ایران                | GK           | ۲۴ مارس ۱۹۹۷ (۲۱ سال)    | ۱۳۹۷         | ۱۴۰۰          | جوانان استقلال       |               |
| ۲۲          | حسین حسینی                 | ایران                | GK           | ۳۰ ژوئن ۱۹۹۲ (۲۵ سال)    | ۱۳۹۱         | ۱۳۹۸          | برق شیراز            |               |
| مدافعان     |                            |                      |              |                          |              |               |                      |               |
| ۲           | خسرو حیدری                 | ایران                | RB / RM / RW | ۱۴ سپتامبر ۱۹۸۳ (۳۴ سال) | ۱۳۹۰         | ۱۳۹۸          | سپاهان اصفهان        | کاپیتان دوم   |
| ۳           | میلاد زکی‌پور               | ایران                | LB / LM      | ۲۳ نوامبر ۱۹۹۵ (۲۲ سال)  | ۱۳۹۵         | ۱۴۰۰          | نفت تهران            |               |
| ۱۲          | میثم تیموری                | ایران                | LB / CB      | ۶ ژوئیه ۱۹۹۲ (۲۵ سال)    | ۱۳۹۷         | ۱۴۰۰          | پارس جنوبی جم        |               |
| ۱۳          | آرمین سهرابیان             | ایران                | CB / LB      | ۲۶ ژوئیه ۱۹۹۵ (۲۲ سال)   | ۱۳۹۶         | ۱۳۹۸          | سپاهان اصفهان        |               |
| ۱۸          | شاهین طاهرخانی             | ایران                | CB           | ۷ ژانویه ۱۹۹۷            | ۱۳۹۷         | ۱۴۰۲          | پیکان تهران          |               |
| ۲۱          | وریا غفوری                 | ایران                | RB / RW      | ۲۰ سپتامبر ۱۹۸۷ (۳۰ سال) | ۱۳۹۵         | ۱۳۹۸          | سپاهان اصفهان        | کاپیتان چهارم |
| ۳۳          | پژمان منتظری               | ایران                | CB / RB      | ۷ نوامبر ۱۹۸۳ (۳۴ سال)   | ۱۳۹۶         | ۱۳۹۸          | الاهلی قطر           | کاپیتان سوم   |
| ۴۴          | فرشاد محمدی‌مهر             | ایران                | RB / RW      | ۹ آوریل ۱۹۹۳ (۲۵ سال)    | ۱۳۹۷         | ۱۴۰۰          | پارس جنوبی جم        |               |
| ۷۰          | محمد دانشگر                | ایران                | CB           | ۲۰ ژانویه ۱۹۹۴ (۲۴ سال)  | ۱۳۹۷         | ۱۳۹۹          | سایپا تهران          |               |
| هافبک‌ها     |                            |                      |              |                          |              |               |                      |               |
| ۴           | روزبه چشمی                 | ایران                | CB / DM      | ۲۴ ژوئیه ۱۹۹۳ (۲۴ سال)   | ۱۳۹۴         | ۱۳۹۸          | صبای قم              |               |
| ۵           | آیاندا پاتوسی              | آفریقای جنوبی        | LW           | ۲۱ اکتبر ۱۹۹۲            | ۱۳۹۷         |               | کیپ‌تاون سیتی         |               |
| ۶           | علی کریمی                  | ایران                | CM           | ۱۱ فوریه ۱۹۹۴ (۲۴ سال)   | ۱۳۹۷         | ۱۳۹۸          | سپاهان اصفهان        |               |
| ۷           | مارکوس نویمایر             | آلمان                | AM / CM      | ۲۳ مارس ۱۹۸۶ (۳۲ سال)    | ۱۳۹۷         | ۱۳۹۹          | قاسم پاشا اسپور      |               |
| ۸           | فرشید اسماعیلی             | ایران                | LW / AM / RW | ۲۳ فوریه ۱۹۹۴ (۲۴ سال)   | ۱۳۹۴         | ۱۳۹۹          | فجر شهید سپاسی شیراز |               |
| ۱۴          | فرشید باقری                | ایران                | DM / CM      | ۵ ژوئن ۱۹۹۲ (۲۶ سال)     | ۱۳۹۵         | ۱۳۹۹          | صبای قم              |               |
| ۱۷          | همام طارق                  | عراق                 | RW / LW / AM | ۱۰ فوریه ۱۹۹۶ (۲۲ سال)   | ۱۳۹۷         | ۱۴۰۰          | نیروی هوایی عراق     |               |
| ۲۳          | داریوش شجاعیان             | ایران                | LW / RW      | ۷ آوریل ۱۹۹۲             | ۱۳۹۶         | ۱۴۰۰          | گسترش‌فولاد           |               |
| ۲۵          | مهدی قایدی زیر ۲۱ سال      | ایران                | LW / RW      | ۵ دسامبر ۱۹۹۸ (۱۹ سال)   | ۱۳۹۶         | ۱۴۰۲          | ایران‌جوان بوشهر      |               |
| ۲۷          | حسین حیدری زیر ۲۳ سال      | ایران                | AM           | ۶ اوت ۱۹۹۸ (۱۹ سال)      | ۱۳۹۶         | ۱۴۰۱          | جوانان استقلال       |               |
| ۲۸          | محسن کریمی                 | ایران                | LW / RW      | ۲۰ سپتامبر ۱۹۹۴          | ۱۳۹۳         |               | جوانان استقلال       |               |
| ۴۵          | سینا خادم‌پور زیر ۲۳ سال    | ایران                | DM / CM / CB | ۹ ژانویه ۱۹۹۷ (۲۱ سال)   | ۱۳۹۶         | ۱۴۰۱          | نفت تهران            |               |
| ۷۷          | رضا آذری زیر ۲۳ سال        | ایران                | AM           | ۱۰ فوریه ۱۹۹۸ (۲۰ سال)   | ۱۳۹۷         | ۱۴۰۲          | جوانان استقلال       |               |
| مهاجمان     |                            |                      |              |                          |              |               |                      |               |
| ۹           | الحاجی گرو                 | نیجریه               | CF           | ۱۰ اکتبر ۱۹۹۳ (۲۴ سال)   | ۱۳۹۷         | ۱۴۰۰          | اوسترشوندس           |               |
| ۱۰          | روح‌الله باقری              | ایران                | CF           | ۱۲ فوریه ۱۹۹۱ (۲۷ سال)   | ۱۳۹۷         | ۱۴۰۰          | خونه به خونه         |               |
| ۱۱          | مرتضی تبریزی               | ایران                | LW / CF      | ۶ ژانویه ۱۹۹۱ (۲۷ سال)   | ۱۳۹۷         | ۱۳۹۹          | ذوب‌آهن اصفهان        |               |
| ۱۶          | اللهیار صیادمنش زیر ۱۹ سال | ایران                | CF / LW / RW | ۲۹ ژوئن ۲۰۰۱ (۱۶ سال)    | ۱۳۹۷         | ۱۴۰۲          | سایپا تهران          |               |
| ۲۰          | اسماعیل گنسالوس            | گینه بیسائو · پرتغال | CF           | ۲۵ ژوئن ۱۹۹۱             | ۱۳۹۷         | ۱۳۹۹          | پخنه‌کار              |               |
| ۲۴          | جابر انصاری                | ایران                | CF           | ۱۰ ژانویه ۱۹۸۷           | ۱۳۹۴         | ۱۳۹۸          | گسترش‌فولاد           |               |
| ۳۱          | زکریا مرادی                | ایران                | CF           |                          |              |               |                      |               |
| ۳۸          | معراج پورتقی               | ایران                | CF           |                          |              |               |                      |               |
| ۸۸          | رضا کریمی                  | ایران                | CF           | ۲۳ اوت ۱۹۹۸              | ۱۳۹۷         |               | اسکندربو کورچه       |               |
| ۹۰          | گادوین منشا                | نیجریه               | CF           | ۲ سپتامبر ۱۹۸۹           | ۱۳۹۷         | ۱۳۹۹          | پرسپولیس             |               |
| ۹۸          | مرتضی آقاخان               | ایران                | CF / RW      | ۵ آوریل ۱۹۹۳ (۲۵ سال)    | ۱۳۹۷         | ۱۴۰۰          | پیکان تهران          |               |
| ۹۹          | سجاد آقایی زیر ۲۱ سال      | ایران                | LW / RW / CF | ۱۹ مارس ۱۹۹۹ (۱۹ سال)    | ۱۳۹۶         | ۱۴۰۰          | پرسپولیس             |               |

## نقل و انتقالات

### تمدید قراردادها
فرشید باقری نخستین بازیکنی بود که قراردادش را به مدت دو سال دیگر با استقلال تمدید کرد. تمدید این قرارداد در آخرین دقایق روز ۵ تیر ۱۳۹۷ ثبت شد. مهدی قائدی نیز با یک قرارداد بلند مدت حضورش در استقلال را به مدت ۵ فصل دیگر تمدید کرد. آخرین بازیکنی که قراردادش با استقلال را تمدید کرد وریا غفوری بود که قراردادش را به مدت ۱ فصل دیگر با این تیم تمدید کرد.
| ش. | پ.    | م.    | نام         | سن | مبلغ | پنجره انتقال | تاریخ       | پایان قرارداد | منبع  |
| -- | ----- | ----- | ----------- | -- | ---- | ------------ | ----------- | ------------- | ----- |
| ۱۴ | هافبک | ایران | فرشید باقری | ۲۶ |      | تابستانی     | ۶ تیر ۱۳۹۷  | ۱۳۹۹          | [ ۱ ] |
| ۱۶ | هافبک | ایران | مهدی قایدی  | ۱۹ |      | تابستانی     | ۶ تیر ۱۳۹۷  | ۱۴۰۲          | [ ۲ ] |
| ۲۱ | مدافع | ایران | وریا غفوری  | ۳۰ |      | تابستانی     | ۱۶ تیر ۱۳۹۷ | ۱۳۹۸          | [ ۳ ] |

### پیوستگان

#### تابستان
نخستین خرید استقلال برای فصل جدید مرتضی آقاخان بازیکن پیکان بود. استقلال در ادامه فرشاد محمدی‌مهر، روح‌الله باقری، محمد دانشگر، میثم تیموری و الهیار صیادمنش را به خدمت گرفت. صیادمنش نخستین بازیکن استقلال بود که متولد دهه ۱۳۸۰ خورشیدی بود. در ادامه استقلال هشت بازیکن جوان که دارای سابقه بازی در تیم ملی امید بودند را با قراردادهای بلند مدت در خدمت گرفت. استقلال که در خرداد ماه و در ابتدای زمان پنجره نقل و انتقال تابستانی بسیار فعال بود بعد از خرید این بازیکنان برای مدت زمان زیادی هیچ بازیکن دیگری ار به خدمت نگرفت و تیم استقلال در حالی راهی اردوی پیش فصل در ترکیه شد که جپاروف و تیام دو ستاره فصل پیش استقلال همچنان در حال مذاکره برای تمدید قراردادشان بودند اما عدم موفقیت مدیریت استقلال در تمدید قرارداد با این بازیکنان باعث شد تا استقلال بدون تیم کاملش در اردوی پیش فصل شرکت کند. در نهایت در فرصتی بسیار کوتاه و در آخرین روزهای پنجره انتقال تابستانی و در حالی که لیگ برتر شروع شده بود جپاروف و تیام از استقلال جدا شدند و چند روز بعد مدیریت جدید استقلال چند بازیکن دیگر را به خدمت گرفت تا جایگزین بازیکنان از دست رفته شوند.
با وجود تعداد بالای خریدهای تابستانی استقلال این تیم در بازار نقل و انتقالات عملکرد پر انتقادی داشت، تعدادی از خریدها بدون مشورت و اطلاع‌رسانی به شفر، سرمربی تیم، انجام شدند و این امر انتقاد وی را به دنبال داشت به گونه‌ای که قرارداد یکی از بازیکنان، امید سام‌کن، به دستور شفر لغو شد. از دیگر سو تعدادی از خریدهای استقلال بدون کسب مجوزهای پزشکی لازم از سوی کلینیک استقلال با این تیم قرارداد بستند و به عنوان مثال مرتضی آقاخان، نخستین خرید فصل استقلال، به دلیل مصدومیت بلند مدتی که داشت نامش حتی به لیست استقلال نیز اضافه نشد . به مدت نیم‌فصل بیرون از ترکیب تیم نشست. تأخیر در بستن قراردادها نیز از دیگر انتقاداتی بود که به مدیریت استقلال وارد می‌شد. استقلال در حالی فصل را شروع کرده بود که هنوز تکلیف دو پست اصلی‌اش معلوم نبود و تیام و جپاروف تنها پس از آغاز هفته نخست لیگ از این تیم جدا شدند و جانشینان‌شان نیز در هفته‌های بعد به استقلال پیوستند.
| ش. | پ.    | م.     | نام                  | سن | از تیم            | مبلغ   | نوع  | تاریخ         | پایان قرارداد | منبع   |
| -- | ----- | ------ | -------------------- | -- | ----------------- | ------ | ---- | ------------- | ------------- | ------ |
| ۹۸ | هافبک | ایران  | مرتضی آقاخان         | ۲۵ | پیکان تهران       | نامشخص | دائم | ۱۱ خرداد ۱۳۹۷ | ۱۴۰۰          | [ ۴ ]  |
| ۴۴ | مدافع | ایران  | فرشاد محمدی‌مهر       | ۲۵ | پارس جنوبی جم     | نامشخص | دائم | ۱۳ خرداد ۱۳۹۷ | ۱۴۰۰          | [ ۵ ]  |
| ۱۰ | مهاجم | ایران  | روح‌الله باقری        | ۲۷ | خونه به خونه      | نامشخص | دائم | ۱۳ خرداد ۱۳۹۷ | ۱۴۰۰          | [ ۶ ]  |
| ۷۰ | مدافع | ایران  | محمد دانشگر          | ۲۴ | سایپا تهران       | نامشخص | دائم | ۱۳ خرداد ۱۳۹۷ | ۱۴۰۰          | [ ۷ ]  |
| ۱۲ | مدافع | ایران  | میثم تیموری          | ۲۶ | پارس جنوبی جم     | نامشخص | دائم | ۲۲ خرداد ۱۳۹۷ | ۱۴۰۰          | [ ۸ ]  |
| ۱۶ | مهاجم | ایران  | اللهیار صیادمنش      | ۱۶ | سایپا تهران       | نامشخص | دائم | ۲۲ خرداد ۱۳۹۷ | ۱۴۰۲          | [ ۹ ]  |
| ۷۷ | هافبک | ایران  | رضا آذری             | ۲۲ | آکادمی استقلال    | نامشخص | دائم | ۲۲ خرداد ۱۳۹۷ | ۱۴۰۲          | [ ۱۰ ] |
| ۱۸ | مدافع | ایران  | شاهین طاهرخانی       | ۲۱ | پیکان تهران       | نامشخص | دائم | ۲۲ خرداد ۱۳۹۷ | ۱۴۰۲          | [ ۱۱ ] |
|    | مهاجم | ایران  | ابوالفضل محمدحسنی    | ۲۱ | استقلال خوزستان   | نامشخص | دائم | ۲۲ خرداد ۱۳۹۷ | ۱۴۰۲          | [ ۱۱ ] |
|    | مهاجم | ایران  | احمدرضا احمدوند      | ۲۰ | جوانان استقلال    | نامشخص | دائم | ۲۲ خرداد ۱۳۹۷ | ۱۴۰۲          | [ ۱۱ ] |
|    | مدافع | ایران  | امیرمحمد زالی        | ۲۲ | نیروی زمینی تهران | نامشخص | دائم | ۲۲ خرداد ۱۳۹۷ | ۱۴۰۲          | [ ۱۱ ] |
|    | هافبک | ایران  | محمدمهدی طاهری       | ۲۱ | امید مقاومت تهران | نامشخص | دائم | ۲۲ خرداد ۱۳۹۷ | ۱۴۰۲          | [ ۱۱ ] |
| ۴۳ | مدافع | ایران  | امیرحسین کارگر       | ۲۰ | آکادمی استقلال    | نامشخص | دائم | ۲۲ خرداد ۱۳۹۷ | ۱۴۰۲          | [ ۱۱ ] |
|    | مدافع | ایران  | امید سام‌کن           | ۲۲ | سپیدرود رشت       | نامشخص | دائم | ۲۲ خرداد ۱۳۹۷ | ۱۴۰۲          | [ ۱۱ ] |
|    | مهاجم | ایران  | حیدرعلی احمدزاده     | ۲۰ | پیکان تهران       | نامشخص | دائم | ۲۲ خرداد ۱۳۹۷ | ۱۴۰۲          | [ ۱۱ ] |
|    | مدافع | ایران  | امیرحسین اسماعیل‌زاده | ۱۸ | پیکان تهران       | نامشخص | دائم | ۲۳ خرداد ۱۳۹۷ | ۱۴۰۲          | [ ۱۳ ] |
| ۶  | هافبک | ایران  | علی کریمی            | ۲۴ | سپاهان اصفهان     | نامشخص | دائم | ۲۴ خرداد ۱۳۹۷ | ۱۳۹۸          | [ ۱۴ ] |
| ۷  | هافبک | آلمان  | مارکوس نویمایر       | ۳۲ | قاسم پاشا اسپور   | نامشخص | دائم | ۹ مرداد ۱۳۹۷  | ۱۳۹۹          | [ ۱۵ ] |
| ۱۱ | مهاجم | ایران  | مرتضی تبریزی         | ۲۷ | ذوب‌آهن اصفهان     | نامشخص | دائم | ۹ مرداد ۱۳۹۷  | ۱۳۹۹          | [ ۱۶ ] |
| ۱۷ | مهاجم | عراق   | همام طارق            | ۲۲ | نیروی هوایی عراق  | نامشخص | دائم | ۱۰ مرداد ۱۳۹۷ | ۱۴۰۰          | [ ۱۷ ] |
| ۹  | مهاجم | نیجریه | الحاجی گرو           | ۲۴ | اوسترشوندس        | نامشخص | دائم | ۱۷ مرداد ۱۳۹۷ | ۱۴۰۰          | [ ۱۸ ] |

#### زمستان
| ش. | پ. | م. | نام              | سن | از تیم | مبلغ | نوع | تاریخ | پایان قرارداد | منبع |
| -- | -- | -- | ---------------- | -- | ------ | ---- | --- | ----- | ------------- | ---- |
|    |    |    | زکریا مرادی      |    |        |      |     |       |               |      |
|    |    |    | معراج پورتقی     |    |        |      |     |       |               |      |
|    |    |    | امید نورافکن     |    |        |      |     |       |               |      |
|    |    |    | اسماعیل گنسالوس  |    |        |      |     |       |               |      |
|    |    |    | گادوین منشا      |    |        |      |     |       |               |      |
|    |    |    | آیاندا پاتوسی    |    |        |      |     |       |               |      |
|    |    |    | رضا مغانلو       |    |        |      |     |       |               |      |
|    |    |    | محمد محمدیان     |    |        |      |     |       |               |      |
|    |    |    | محمدرضا داوری    |    |        |      |     |       |               |      |
|    |    |    | امیرحسین پورمحمد |    |        |      |     |       |               |      |

### گسستگان

#### تابستان
نورافکن نخستین بازیکنی بود که از استقلال جدا شد. وی به تیم رویال شارلوا بلژیک پیوست. سود استقلال از این انتقال ۵۰۰۰۰ دلار بود. در ادامه بهنام برزای نیز در لیست خروج استقلال قرار گرفت. امید ابراهیمی یکی دیگر از بازیکنانی بود که از استقلال جدا شد. نحوه جدایی وی و اهمیتی که ابراهیمی در ترکیب استقلال داشت باعث اعتراض فراوان هواداران استقلال و انتقاد آنان به مدیریت استقلال شد. سرور جپاروف و مامه تیام دیگر بازیکنانی بودند که بعد از کش و قوس‌های فراوان در نهایت کار به مدیران وقت استقلال به توافق نرسیدند و از این تیم جدا شدند. مجید حسینی دافع مستحکم استقلال که در جام جهانی عملکرد بسیار خوبی نیز داشت پس از ماجراهای فراوان از استقلال جدا شد. بدین ترتیب استقلال با جدایی ستارگان اصلی فصل قبلش رو به رو شد و بازیکنان جانشین‌شان بسیار دیر به ترکیب این تیم پیوستند و هرگز کیفیت لازمه را نیز نداشتند.
| ش. | پ.    | م.            | نام                  | سن | به تیم          | مبلغ یا نوع انتقال | تاریخ        | منبع   |
| -- | ----- | ------------- | -------------------- | -- | --------------- | ------------------ | ------------ | ------ |
| ۲۴ | هافبک | ایران         | امید نورافکن         | ۲۱ | شارلوا          | ۲۵۰٬۰۰۰ یورو       | ۴ خرداد ۱۳۹۷ | [ ۲۰ ] |
| ۷۷ | هافبک | ایران         | بهنام برزای          | ۲۶ | صنعت نفت آبادان | انتقال آزاد        | ۵ تیر ۱۳۹۷   | [ ۲۱ ] |
| ۶  | هافبک | ایران         | امید ابراهیمی        | ۳۰ | الاهلی قطر      | انتقال آزاد        | ۱۸ تیر ۱۳۹۷  | [ ۲۲ ] |
| ۹  | مهاجم | ایران         | علی قربانی           | ۲۷ | بازیکن آزاد     | پایان قرارداد      |              |        |
| ۹۰ | مدافع | برزیل         | لئاندرو پادوانی سلین | ۳۴ | بازیکن آزاد     | پایان قرارداد      |              |        |
| ۸۰ | هافبک | مقدونیه شمالی | بویان نایدنوف        | ۲۶ | بازیکن آزاد     | فسخ قرارداد        | ۴ مرداد ۱۳۹۷ | [ ۲۳ ] |
| ۲۰ | هافبک | ازبکستان      | سرور جپاروف          | ۳۵ | جتسو            | پایان قرارداد      | ۵ مرداد ۱۳۹۷ | [ ۲۴ ] |
| ۲۵ | مهاجم | سنگال         | مامه بابا تیام       | ۲۵ | عجمان           | انتقال دائم        | ۸ مرداد ۱۳۹۷ | [ ۲۵ ] |
| ۵  | مدافع | ایران         | مجید حسینی           | ۲۲ | ترابزون اسپور   | انتقال دائم        | ۸ مرداد ۱۳۹۷ | [ ۲۶ ] |

#### زمستان
| ش. | پ.    | م.     | نام            | سن | به تیم         | مبلغ یا نوع انتقال | تاریخ | تاریخ | منبع |
| -- | ----- | ------ | -------------- | -- | -------------- | ------------------ | ----- | ----- | ---- |
| ۷  | هافبک | آلمان  | مارکوس نویمایر | ۳۲ | آرائو          | انتقال دائم        |       |       |      |
| ۹  | مهاجم | نیجریه | الحاجی گرو     | ۲۴ | بازیکن آزاد    |                    |       |       |      |
| ۲۴ | مهاجم | ایران  | جابر انصاری    | ۳۲ | پیکان          | انتقال دائم        |       |       |      |
|    |       | ایران  | حیدر احمدزاده  |    | شهرداری ماهشهر |                    |       |       |      |

## پیش فصل
نخستین تمرین استقلال در فصل جدید در ۴ تیر برگزار شد. در نخستین جلسه‌های تمرین تیم بسیاری از بازیکنان و حتی اعضای کادر فنی تیم حاضر نبودند. همچنین وضعیت تمدید قرارداد تعدادی از بازیکنان فصل قبل تیم نامشخص بود که این امر انتقادات هواداران باشگاه را در پی داشت. در ۱۹ تیر تیم استقلال راهی اردوی ترکیه شد. اما مشخص شد که سه تن از مربیان و سه تن بازیکنان تیم ممنوع‌الخروج بوده‌اند و اجازه خروج از کشور را نیافتند. تیم فوتبال استقلال که در مدت برگزاری تمرینات در تهران نفرات کاملی در اختیار نداشت، امیدوار بود با حضور در ترکیه بتواند عقب ماندگی خود نسبت به سایر تیم‌ها را جبران کند اما حالا با اتفاقی که برای این تیم افتاده مشکلات مدیریتی این تیم در آستانه برگزاری اردوی ترکیه باز هم گریبان این تیم را گرفت. با وجود حل شدن مشکل مالیاتی، دلیل عدم خروج این افراد موضوع دیگری بود، مربیان خارجی استقلال به دلیل مشکل در ویزای کار نتوانستند از تهران خارج شوند و همچنین قایدی، محمدی مهر و سهرابیان به دلیل مشکلات تحصیلی، اجازه خروج از ایران را نداشتند. با این حال با رایزنی صورت گرفته مشکل اعضای کادرفنی و بازیکنان استقلال حل شد و آن‌ها به همراه سایر اعضای تیم به ترکیه سفر کردند. پژمان منتظری، مدافع ملی‌پوش استقلال که بعد از اتمام بازی‌های جام جهانی در تمرین‌های تیم شرکت نکرده بود، بسیار دیرتر از سایر بازیکنان و در روز ۲۲ تیر ماه به اردوی تیم در ترکیه پیوست تا اردوی تیم اندکی تکمیل شود. در این میان، در روز شنبه ۲۳ تیر ماه، حدود ۲۰۰ نفر از هواداران استقلال در اعتراض به عملکرد ضعیف مدیریت باشگاه در تمدید قرارداد با بازیکنان و خرید بازیکنان جدید در مقابل ساختمان وزارت ورزش، مالک باشگاه، تجمع کردند و خواستار ملاقات با شخص وزیر ورزش شدند. وزیر ورزش در میان هواداران استقلال حاضر نشد و در ادامه با حضور نیروهای انتظامی تعدادی از هواداران دستگیر شدند و سایر آن‌ها در مقابل دفتر باشگاه تجمع کردند.

### بازی‌های پیش‌فصل
| شنبه ۱۶ تیر ۱۳۹۷ دوستانه ۱                    | استقلال تهران              | ۲ – ۱ | امید استقلال | تهران               |
| ۱۸:۳۰                                         | آرمین سهرابیان · فراز لفظی |       | اوجاقی       | ورزشگاه: صنایع دفاع |
| یادداشت: بازی در سه وقت ۳۰ دقیقه‌ای برگزار شد. |                            |       |              |                     |

| پنجشنبه ۲۱ تیر ۱۳۹۷ دوستانه ۲ | استقلال تهران | ۰ – ۱ | ماریپول            | کاراتپه، ترکیه |
| ۱۸:۳۰                         |               | گزارش | ویاچسلاو چورکو ۷۸' |                |

| دوشنبه ۲۵ تیر ۱۳۹۷ دوستانه ۳      | استقلال تهران | ۲ – ۲ | الفتح | کاراتپه، ترکیه |
| ۱۷:۰۰ به وقت ترکیه (یوتی‌سی ۳:۰۰+) | اسماعیلی      | گزارش |       |                |

| چهارشنبه ۲۷ تیر ۱۳۹۷ دوستانه ۴                                    | بورسا اسپور | ۰ – ۶ | استقلال تهران                       | کاراتپه، ترکیه |
| ۱۶:۳۰ به وقت ترکیه (یوتی‌سی ۳:۰۰+)                                 |             | گزارش | صیادمنش · اسماعیلی · آقایی · دانشگر |                |
| یادداشت: تیم ترکیه‌ای با تیم زیر ۲۱ سالهای خود در این بازی حاضر شد |             |       |                                     |                |

| جمعه ۲۹ تیر ۱۳۹۷ دوستانه ۵        | استقلال تهران   | ۲ – ۰ | بالخان | کاراتپه، ترکیه |
| ۱۷:۰۰ به وقت ترکیه (یوتی‌سی ۳:۰۰+) | صیادمنش · آقایی | گزارش |        |                |

### بازی‌های نیم‌فصل
| پنج‌شنبه ۲۷ دی ۱۳۹۷ دوستانه ۶                               | استقلال تهران | ۱ – ۲ | پولیتکنیکا                        | آنتالیا، ترکیه           |
| ۱۶:۰۰                                                      | کریمی ۷۰'     | گزارش | ؟ ۶۰' (پنالتی) · دقیقه ۸۰ · ؟ ۸۸' | ورزشگاه: کمپ امیر اسپورت |
| یادداشت: حسین حسینی در دقیقه ۸۰ یک ضربه پنالتی را مهار کرد |               |       |                                   |                          |

| یکشنبه ۳۰ دی ۱۳۹۷ دوستانه ۷ | استقلال تهران           | ۲ – ۱ | راکا  | آنتالیا، ترکیه           |
| ۱۵:۰۰                       | تبریزی ۳'، ۶۳' (پنالتی) | گزارش | ؟ ۴۴' | ورزشگاه: کمپ امیر اسپورت |

| یکشنبه ۷ بهمن ۱۳۹۷ دوستانه ۸                                                            | استقلال تهران                             | ۱ – ۱ | نساجی مازندران       | تهران            |
| ۱۳:۱۰                                                                                   | محمدی‌مهر '۱۳ · محمدی‌مهر '۲۶ · شجاعیان ۱۵' | گزارش | ولسیانی ۴۳' (پنالتی) | ورزشگاه: کارگران |
| یادداشت: پس از اخراج فرشاد محمدی‌مهر با توافق دو تیم امیرحسین کارگر جانشین او در زمین شد |                                           |       |                      |                  |

| شنبه ۱۳ بهمن ۱۳۹۷ دوستانه ۹ | استقلال تهران                   | ۲ – ۰ | ویستا توربین | تهران                     |
| ۱۳:۴۵                       | باقری ۳۰' · تبریزی ۹۰' (پنالتی) | گزارش |              | ورزشگاه: مجموعه ورزشی هما |

| جمعه ۱۹ بهمن ۱۳۹۷ دوستانه ۱۰                                                                              | استقلال تهران | ۰ – ۳ | بادران تهران         | تهران                       |
| ۱۳:۰۰ |               | گزارش | ؟ ۴' · ؟ ۱۰' · ؟ ۷۵' | ورزشگاه: زمین شماره ۲ آزادی |
| یادداشت: شاهین طاهرخانی موفق شد در دقیقه ۸۵ دروازه بادران را باز کند، اما داور این گل را آفساید اعلام کرد |               |       |                      |                             |

| شنبه ۶ اسفند ۱۳۹۷ دوستانه ۱۱ | استقلال تهران                                 | ۱ – ۲ | گل ریحان البرز | تهران                     |
| ۱۲:۲۰                        | حسینی (مهار پنالتی ۱۳) · گنسالوس ۸۸' (پنالتی) | گزارش | ؟ ۶۵' · ؟ ۶۸'  | ورزشگاه: زمین نفت تهرانسر |

## لغو سوپر جام ایران
استقلال به عنوان قهرمان جام حذفی باید در تاریخ ۲۹ تیر ۱۳۹۷ به مصاف تیم پرسپولیس می‌رفت. باشگاه استقلال که در اردوی پیش فصل در ترکیه بود با ارسال نامه‌ای به سازمان لیگ درخواست کرد تا این بازی به تعویق بیفتد. سازمان لیگ هم در پاسخ بازی را لغو و نتیجهٔ آن را ۳-۰ به سود پرسپولیس اعلام کرد. با اعتراض باشگاه مبنی بر این که از بازی انصراف نداده‌است پرونده این بازی به کمیتهٔ انضباطی رفت اما این کمیته نیز این نتیجه را تأیید و علاوه بر آن استقلال را جریمه مالی کرد.استقلال سپس به دادگاه کاس شکایت کرد که در نهایت اعلام شد مدارک گم شده است. استقلال که از رأی کمیته انضباطی شکایت داشت ؛ شکایت خود را به دادگاه cas ارسال کرد و در نهایت اعلام شد که مدارک گم شده است.
در تاریخ پانزدهم مهر سال ۱۳۹۸ رای دادگاه کاس اعلام شد و استقلال با حکم این دادگاه در بازی سوپر جام بازنده اعلام شد
| جمعه ۲۹ تیر ۱۳۹۷ دربی ۸۸                                                           | پرسپولیس تهران | ۳ – ۰ رای وزارت ورزش و جوانان | استقلال تهران | تهران |
| یادداشت: پس از درخواست استقلال ایران برای تعویق مسابقه سه هیچ به پرسپولیس داده شد. |                |                               |               |       |

## حواشی فصل

### چیپ زدن فرشید اسماعیلی
در بازی دربی برگشت این فصل در دقیقه ۴۵ یک ضربه پنالتی نصیب تیم استقلال شد که فرشید اسماعیلی برای زدن پنالتی روش چیپ را انتخاب کرد که ضربه او به بیرون از دروازه رفت تا از این لحظه استقلال دچار تنش در این بازی شده و در نهایت این بازی را با حساب یک بر صفر واگذار کند. بعد از پایان بازی حاشیه‌هایی هم ایجاد شد که مهدی رحمتی پنالتی زن استقلال در این بازی را عوض کرده‌است که این بحث به سرانجام مشخصی ختم نشد
شفر در کنفرانس خبری پایان بازی گفت که پنالتی زن اول تیم ما آیاندا پاتوسی است ولی بعضی از بازیکنان در لحظات حساس توان زدن پنالتی را ندارند. این حواشی باعث شد که استقلال چند روز بعد در برابر سایپا موفق به کسب سه امتیاز نشود و از صدر جدول فاصله بگیرد.

### محرومیت فرشید باقری
بعد از پایان بازی دربی از سوی مدیریت باشگاه استقلال اعلام شد که فرشید باقری به علت اتفاقاتی که در بین دو نیمه بازی با پرسپولیس در رختکن افتاده است تا اطلاع ثانوی محروم از حضور در تمرینات استقلال است.
ولی بسیاری از رسانه‌ها دلیل اصل محرومیت این بازیکن را انتقاد تند باقری از مدیریت باشگاه استقلال در عدم تهیه یک زمین تمرین مناسب میدانستند.
احتمالا در جلسه روز هشتم فروردین امیرحسین فتحی با بازیکنان استقلال اتفاق‌هایی افتاده است که مدیرعامل باشگاه از بازگو کردن آن خودداری می‌کند، اما احتمالا در محرومیت فرشید باقری از حضور در تمرین‌ها نقش مهمتری از درگیری با بازیکنان این تیم در رختکن داشته‌است.
حتی شفر چند بار علنا خواستار حضور فرشید باقری در تمرینات استقلال شد که مدیریت استقلال این درخواست شفر را قبول نکرد و اجازه حضور او در تمرینات را نداد.

## بازی‌ها

### لیگ برتر
| ۵ مرداد ۱۳۹۷ ۱                       | استقلال تهران          | ۰ – ۰ | پیکان تهران                               | تهران                                                       |
| ۲۰:۴۵ ساعت رسمی ایران (یوتی‌سی ۴:۳۰+) | ف. باقری '۲۳ آقایی '۲۶ | گزارش | امام‌علی '۵ امیرحسین کریمی '۲۷ باتیستا '۳۲ | ورزشگاه: آزادی تهران تماشاگران: ۲۵٬۰۰۰ داور: موعود بنیادی‌فر |

| ‌ ۱۱ مرداد ۱۳۹۷ ۲                     | ذوب‌آهن اصفهان                                                         | ۲ – ۲ | استقلال تهران                                                                 | اصفهان                             |
| ۲۰:۴۵ ساعت رسمی ایران (یوتی‌سی ۴:۳۰+) | محمد نژادمهدی '۷ · حبیب‌زاده '۱۸، ۲۴' · ارناندز ۴۵' · محمدزاده '۵۹ '۷۴ | گزارش | دانشگر '۱۰ '۱+۹۰ · غفوری ۴۳'، ۵۶' · محمدی‌مهر '۷۶ · سهرابیان '۸۳ · صیادمنش '۸۵ | ورزشگاه: فولادشهر داور: بیژن حیدری |

| ۱۹ مرداد ۱۳۹۷ ۳                      | استقلال تهران                                                       | ۳ – ۰ | تراکتورسازی تبریز | تهران                                  |
| ۲۰:۳۰ ساعت رسمی ایران (یوتی‌سی ۴:۳۰+) | عبدالله‌زاده ۱۳' (گل‌به‌خودی) · تبریزی ۲۸' · زکی‌پور '۳۷ · اسماعیلی ۵۱' | گزارش | عبدالله‌زاده '۸۳   | ورزشگاه: آزادی تهران داور: مهدی سیدعلی |

| ‌ ۲۵ مرداد ۱۳۹۷ ۴                     | پارس جنوبی جم                                                              | ۱ – ۰ | استقلال تهران        | جم                               |
| ۲۰:۳۰ ساعت رسمی ایران (یوتی‌سی ۴:۳۰+) | سهرابیان ۱۲' (گل‌به‌خودی) · صالحی '۵۶ · نوری '۷۰ · لطفی '۸۵ · نورمحمدی '۵+۹۰ | گزارش | دانشگر '۱۹ کریمی '۸۴ | ورزشگاه: تختی جم داور: حسین زرگر |

| ۳۱ مرداد ۱۳۹۷ ۵                      | استقلال تهران           | ۰ – ۰ | فولاد خوزستان                     | تهران                                                    |
| ۲۰:۱۵ ساعت رسمی ایران (یوتی‌سی ۴:۳۰+) | دانشگر '۳۴ سهرابیان '۸۸ | گزارش | رفیعی '۴۷ مرادیان '۷۳ نجاریان '۷۸ | ورزشگاه: آزادی تهران تماشاگران: ۲۷٬۰۰۰ داور: کوپال ناظمی |

| ۲۳ شهریور ۱۳۹۷ ۶                                                                          | نفت مسجدسلیمان | v     | استقلال تهران | مسجدسلیمان           |
| ۱۵:۱۵ ساعت رسمی ایران (یوتی‌سی ۳:۳۰+)                                                      |                | گزارش |               | ورزشگاه: بهنام محمدی |
| یادداشت: این بازی به دلیل تعداد زیاد ملی‌پوشان استقلال و با درخواست باشگاه به تعویق افتاد. |                |       |               |                      |

| ۳۱ شهریور ۱۳۹۷ ۷                     | نساجی مازندران                         | ۰ – ۰ | استقلال تهران | قائم‌شهر                                             |
| ۱۹:۳۰ ساعت رسمی ایران (یوتی‌سی ۳:۳۰+) | آبشک '۲۵ فرشاد فرجی '۵۹ عبداله‌زاده '۸۷ | گزارش | ر. باقری '۶۶  | ورزشگاه: شهید وطنی تماشاگران: ۱۵۰۰۰ داور: حسین زرگر |

| ‌ ۵ مهر ۱۳۹۷ ۸ (دربی ۸۹)              | استقلال تهران                      | ۰ – ۰ | پرسپولیس تهران              | تهران                                                    |
| ۱۸:۳۰ ساعت رسمی ایران (یوتی‌سی ۳:۳۰+) | سهرابیان '۲۵ منتظری '۸۷ چشمی '۲+۹۰ | گزارش | نوراللهی '۷۵ خلیل‌زاده '۱+۹۰ | ورزشگاه: آزادی تهران تماشاگران: ۷۰۰۰۰ داور: علیرضا فغانی |

| ۱۴ مهر ۱۳۹۷ ۶                                                                            | نفت مسجدسلیمان                                                                                   | ۱ – ۲ | استقلال تهران                                                                       | مسجدسلیمان                             |
| ۱۸:۱۵ ساعت رسمی ایران (یوتی‌سی ۴:۳۰+)                                                     | شریفات '۷ · نصاری '۰ · کولیبالی '۵۰ '۷۳ · قائد رحمتی '۶۶ · نصاری ۸۹' (پنالتی) · محمد حسینی '۱+۹۰ | گزارش | صیادمنش ۲' · زکی‌پور '۱۸ '۴۸ · صیادمنش '۲۵ · قایدی ۲۸' · ر. باقری '۶۶ · محمدی‌مهر '۷۱ | ورزشگاه: بهنام محمدی داور: مهدی سیدعلی |
| یادداشت: در دقیقه ۸۱ شفر سرمربی استقلال و مرزبان سرمربی نفت م. س از کنار زمین اخراج شدند |                                                                                                  |       |                                                                                     |                                        |

| ۲۷ مهر ۱۳۹۷ ۹                                                                                          | سایپا تهران         | ۱ – ۲ | استقلال تهران                                  | تهران                                                      |
| ۱۵:۳۰ ساعت رسمی ایران (یوتی‌سی ۳:۳۰+)                                                                   | دشتی ۶' · ترابی '۲۸ | گزارش | دانشگر ۲۳' · سهرابیان '۷۰ · غفوری ۸۱' (پنالتی) | ورزشگاه: تختی تهران تماشاگران: ۹۰۰۰ داور: محمدحسین زاهدی‌فر |
| یادداشت: مربی استقلال، وینفرد شفر، به دلیل اخراج در بازی قبلی از نشستن بر روی نیمکت استقلال محروم بود. |                     |       |                                                |                                                            |

| ۴ آبان ۱۳۹۷ ۱۰                       | استقلال تهران               | ۰ – ۱ | سپاهان اصفهان                                   | تهران                                                     |
| ۱۶:۴۵ ساعت رسمی ایران (یوتی‌سی ۳:۳۰+) | ف. باقری '۳۶ اسماعیلی '۱+۹۰ | گزارش | محمدی '۲۵ · کیانی '۷۱ · پورقاز '۷۷ · استنلی ۸۰' | ورزشگاه: آزادی تهران تماشاگران: ۳۷۰۰۰ داور: رضا کرمانشاهی |

| ۱۴ آبان ۱۳۹۷ ۱۱                      | ماشین‌سازی تبریز              | ۰ – ۰ | استقلال تهران | تبریز                                                      |
| ۱۵:۰۰ ساعت رسمی ایران (یوتی‌سی ۳:۳۰+) | اهل شاخه '۷۱ عرفان افراز '۹۰ | گزارش |               | ورزشگاه: بنیان دیزل تبریز تماشاگران: ۴۰۳۰ داور: وحید کاظمی |

| ۱۸ آبان ۱۳۹۷ ۱۲ | استقلال تهران | v | پدیده مشهد | تهران                |
| ۱۷:۳۰ ساعت رسمی ایران (یوتی‌سی ۳:۳۰+)                                                                                             |               |   |            | ورزشگاه: آزادی تهران |
| یادداشت: به دلیل برگزاری بازی فینال لیگ قهرمانان امکان انجام بازی در ورزشگاه آزادی وجود نداشت و به همین دلیل بازی به تعویق افتاد |               |   |            |                      |

| ۴ آذر ۱۳۹۷ ۱۳                        | استقلال خوزستان | ۰ – ۱ | استقلال تهران                                             | اهواز                                                       |
| ۱۶:۲۵ ساعت رسمی ایران (یوتی‌سی ۳:۳۰+) | مکوندزاده '۵۴   | گزارش | ف. باقری '۲۳ · ر. باقری ۲۸' · اسماعیلی '۵۷ · محمدی‌مهر '۵۸ | ورزشگاه: غدیر اهواز تماشاگران: ۸۵۰۰ داور: محمدحسین زاهدی‌فرد |

| ۸ آذر ۱۳۹۷ ۱۴                        | استقلال تهران                                                   | ۳ – ۰ | صنعت نفت آبادان                         | تهران                                                 |
| ۱۷:۳۰ ساعت رسمی ایران (یوتی‌سی ۳:۳۰+) | ف. باقری ۹' · همام ۲۴' · صیادمنش ۷۳' · زکی‌پور '۸۰ · نویمایر '۸۷ | گزارش | ساکی '۶۹ کرار '۷۲ ایمانی '۷۸ قربانی '۸۶ | ورزشگاه: آزادی تهران تماشاگران: ۱۲۰۰۰ داور: علی صفایی |

| ۱۶ آذر ۱۳۹۷ ۱۵                       | سپیدرود رشت             | ۰ – ۵ | استقلال تهران                                                     | رشت                                 |
| ۱۵:۱۵ ساعت رسمی ایران (یوتی‌سی ۳:۳۰+) | نزهتی '۲۶ عزت کرامت '۵۵ | گزارش | ف. باقری ۱۲'، ۳۴' · انصاری ۵۷' · تهیدست ۵۸' (گل‌به‌خودی) · آذری ۷۴' | ورزشگاه: سردار جنگل داور: حسین زرگر |

| ‌ ۲۲ آذر ۱۳۹۷ ۱۲                      | استقلال تهران                             | ۰ – ۰ | پدیده مشهد            | تهران                                                         |
| ۱۶:۱۵ ساعت رسمی ایران (یوتی‌سی ۳:۳۰+) | دانشگر '۱۱ · زکی‌پور '۲۹ · صیادمنش '۸۴ '۸۸ | گزارش | نعمتی '۵۳ خلعتبری '۵۷ | ورزشگاه: آزادی تهران تماشاگران: ۵۰۰۰۰۰ داور: محمدحسین زاهدی‌فر |

| ‌ ۱۸ بهمن ۱۳۹۷ ۱۶                     | پیکان تهران                                                                                | ۰ – ۴ | استقلال تهران          | شهر قدس                                                 |
| ۱۵:۴۵ ساعت رسمی ایران (یوتی‌سی ۴:۳۰+) | تبریزی ۱۵' · نورافکن '۲۰ · زکی‌پور ۵۸' · دانشگر '۸۱ · گنسالوس ۸۳' · باقری '۹۰ · غفوری ۱+۹۰' | گزارش | باتیستا '۶ امامعلی '۵۷ | ورزشگاه: شهدای شهر قدس تماشاگران: ۶۵۳۲ داور: وحید کاظمی |

| ۲۱ بهمن ۱۳۹۷ ۱۷ | استقلال تهران | v | ذوب‌آهن اصفهان | تهران                |
| ۱۸:۳۰           |               |   |               | ورزشگاه: آزادی تهران |

| ۲۶ بهمن ۱۳۹۷ ۱۸ | تراکتورسازی تبریز          | ۱ – ۰ | استقلال تهران        | تبریز                                          |
| ۱۵:۳۰           | دژاگه ۵۲' '۳۱ · ایمانی '۵۸ | گزارش | شجاعیان '۳۱ چشمی '۹۰ | ورزشگاه: یادگار امام تبریز داور: اشکان خورشیدی |

| ۱ اسفند ۱۳۹۷ ۱۹ | استقلال تهران                                                                             | ۲ – ۰ | پارس جنوبی جم | تهران                                |
| ۱۸:۳۰           | میرجوان ۱۱' · چشمی '۲۳ · غفوری ۳۲ · پاتوسی ۳۸' · منتظری '۶۴ · غفوری '۸۴ · گنسالوس '۲+۹۰ · | گزارش |               | ورزشگاه: آزادی تهران داور: حسن اکرمی |

| ۵ اسفند ۱۳۹۷ ۱۷ | استقلال تهران                                                 | ۳ – ۰ | ذوب‌آهن اصفهان | تهران                                   |
| ۱۸:۳۰ | اسماعیلی ۷' · چشمی '۳۸ · پاتوسی ۴۰' · دانشگر ۵۱' · م.کریمی ۹۰ | گزارش | ه‍.محمدی '۳۸    | ورزشگاه: آزادی تهران داور: علیرضا فغانی |
| یادداشت: ضربه پنالتی محسن کریمی در بار اول گل شد ولی فغانی داور این بازی دستور به تکرار پنالتی داد که در بار م مظاهری دروازه‌بان تیم ذوب‌آهن ضربه پنالتی را مهار کرد |                                                               |       |               |                                         |

| ‌ ۹ اسفند ۱۳۹۷ ۲۰ | فولاد خوزستان                                                    | ۱ – ۳ | استقلال تهران                              | اهواز                                 |
| ۱۵:۰۰            | منشا ۱۵' · دانشگر '۱۹ · پاتوسی ۴۰' · کریمی '۲+۹۰ · گنسالوس ۵+۹۰' | گزارش | میرزایی '۳۴ · بیت‌سعید ۳۸' · رافائل مسی '۶۴ | ورزشگاه: غدیر اهواز داور: مهدی سیدعلی |

| ۱۷ اسفند ۱۳۹۷ ۲۱ | استقلال تهران                           | ۱ – ۰ | نفت مسجدسلیمان     | تهران                                |
| ۱۸:۳۰            | ع.کریمی ۹' · نور افکن '۴۴ · حسینی '۷۹ · | گزارش | نصاری '۴۲ وکیا '۷۴ | ورزشگاه: آزادی تهران داور: علی صفایی |

| ۲۵ اسفند ۱۳۹۷ ۲۲ | استقلال تهران                                  | ۱ – ۰ | نساجی مازندران             | تهران                                      |
| ۱۹:۰۰            | تبریزی ۴۲' (پنالتی) · شجاعیان '۶۸ · منشا '۲+۹۰ | گزارش | فرجی '۳۸ عبدی '۴۲ آبشک '۶۷ | ورزشگاه: آزادی تهران داور: محمدرضا اکبریان |

| ۱۰ فروردین ۱۳۹۸ ۲۳ (دربی ۹۰) | پرسپولیس تهران                                                       | ۱ – ۰ | استقلال تهران                        | تهران                                    |
| ۱۶:۰۰                        | نوراللهی ۲۱' · خلیل‌زاده '۴۵ · بیرانوند '۲+۴۵ · حسینی '۵۷ · ترابی '۵۷ | گزارش | زکی‌پور '۴۵ · اسماعیلی ۴۵ · کریمی '۵۹ | ورزشگاه: آزادی تهران داور: اشکان خورشیدی |

| ۱۴ فروردین ۱۳۹۸ ۲۴ | استقلال تهران | ۰ – ۰ | سایپا تهران | تهران                                   |
| ۱۷:۴۵              | کریمی '۹۰     | گزارش | دشتی '۵۷    | ورزشگاه: آزادی تهران داور: علیرضا فغانی |

| ۲۳ فروردین ۱۳۹۸ ۲۵ | سپاهان اصفهان       | ۰ - ۱ | استقلال تهران | اصفهان                                                     |
| ۱۷:۴۵              | شفیعی '۲۵ محمدی '۴۲ | گزارش | پاتوسی ۸+۹۰'  | ورزشگاه: نقش جهان تماشاگران: ۶۵۰۰۰ داور: محمدحسین زاهدی‌فرد |

| ۲۸ فروردین ۱۳۹۸ ۲۶ | استقلال تهران                                    | ۱ - ۰ | ماشین‌سازی تبریز                                   | تهران                                                   |
| ۲۰:۱۵              | نورافکن '۵۰ · چشمی '۵۲ · قایدی ۷۶' · نورافکن '۹۰ | گزارش | کنعانی '۵۰ کیتانگو '۵۵ بهزادی کریمی '۷۴ دخسوس '۷۴ | ورزشگاه: آزادی تهران تماشاگران: ۱۲۰۰۰ داور: مهدی سیدعلی |

| ۷ اردیبهشت ۱۳۹۸ ۲۷ | پدیده مشهد                                                         | ۱ - ۰ | استقلال تهران | مشهد                                                 |
| ۲۰:۱۵              | برزای ۸' · م.قاسمی‌نژاد '۴۲ · صادقی '۳+۴۵ · حسینی '۶۷ · فراهانی '۸۹ | گزارش |               | ورزشگاه: امام رضا تماشاگران: ۲۹۰۰۰ داور: کوپال ناظمی |

| ۱۱ اردیبهشت ۱۳۹۸ ۲۸ | استقلال تهران                                                                         | ۴ - ۲ | استقلال خوزستان                                                    | تهران                                                     |
| ۲۰:۱۵               | شجاعیان ۴ · گنسالوس ۲۵' · دانشگر ۲+۴۵ · کریمی ۶۸' · حسینی ۷۸ · تبریزی ۸۶' · کریمی ۹۰' | گزارش | امیری ۲۷' · نعامی ۳۷ · شریفی ۶۴ · درویشی ۷۵ · کلانتری ۷۹' (پنالتی) | ورزشگاه: آزادی تهران تماشاگران: ۹۵۰۰ داور: موعود بنیادی‌فر |

| ۲۱ اردیبهشت ۱۳۹۸ ۲۹ | صنعت نفت آبادان              | ۰ – ۰ | استقلال تهران                                 | آبادان                                     |
| ۲۱:۳۰               | ساکی '۷۸ جبیره '۸۵ قریشی '۹۰ | گزارش | سهرابیان '۳۰ منتظری '۵۱ چشمی '۷۵ تبریزی '۳+۹۰ | ورزشگاه: تختی آبادان داور: محمدرضا اکبریان |

| ۲۶ اردیبهشت ۱۳۹۸ ۳۰ | استقلال تهران                                              | ۲ – ۱ | سپیدرود رشت                 | تهران                                   |
| ۲۱:۳۰               | قایدی ۶' · تبریزی ۲۲' · غفوری ۴۳ · سهرابیان '۵۷ · چشمی '۶۸ | گزارش | بایرامی '۸۴ · بایرامی ۲+۹۰' | ورزشگاه: آزادی تهران داور: علیرضا فغانی |

#### جایگاه در جدول
| رتبه | تیم             | بازی | برد | مساوی | باخت | گل زده | گل خورده | گل تفاضل | امتیاز | صعود یا سقوط                               |
| ---- | --------------- | ---- | --- | ----- | ---- | ------ | -------- | -------- | ------ | ------------------------------------------ |
| ۱    | پرسپولیس (ق)    | ۳۰   | ۱۶  | ۱۳    | ۱    | ۳۶     | ۱۴       | ۲۲+      | ۶۱     | صعود به مرحله گروهی لیگ قهرمانان آسیا ۲۰۲۰ |
| ۲    | سپاهان          | ۳۰   | ۱۵  | ۱۳    | ۲    | ۴۶     | ۲۰       | ۲۶+      | ۵۸     | صعود به مرحله گروهی لیگ قهرمانان آسیا ۲۰۲۰ |
| ۳    | استقلال         | ۳۰   | ۱۶  | ۹     | ۵    | ۴۰     | ۱۳       | ۲۷+      | ۵۷     | صعود به مرحله پلی‌آف لیگ قهرمانان آسیا ۲۰۲۰ |
| ۴    | پدیده شهر خودرو | ۳۰   | ۱۶  | ۸     | ۶    | ۳۲     | ۱۶       | ۱۶+      | ۵۶     | صعود به مرحله پلی‌آف لیگ قهرمانان آسیا ۲۰۲۰ |
| ۵    | تراکتورسازی     | ۳۰   | ۱۴  | ۱۰    | ۶    | ۴۲     | ۲۵       | ۱۷+      | ۵۲     |                                            |

#### دست‌آوردها در خانه و بیرون
| مجموع | مجموع  | مجموع | مجموع | مجموع | مجموع | مجموع | مجموع | خانه | خانه | خانه | خانه | خانه | خانه | مهمان | مهمان | مهمان | مهمان | مهمان | مهمان |
| بازی  | امتیاز | پ     | ت     | ش     | گ‌ز    | گ‌خ    | ت‌گ    | پ    | ت    | ش    | گ‌ز   | گ‌خ   | ت‌گ   | پ     | ت     | ش     | گ‌ز    | گ‌خ    | ت‌گ    |
| ----- | ------ | ----- | ----- | ----- | ----- | ----- | ----- | ---- | ---- | ---- | ---- | ---- | ---- | ----- | ----- | ----- | ----- | ----- | ----- |
| ۳۰    | ۵۷     | ۱۶    | ۹     | ۵     | ۴۰    | ۱۳    | ۲۷+   | ۹    | ۵    | ۱    | ۲۰   | ۴    | ۱۶+  | ۷     | ۴     | ۴     | ۲۰    | ۹     | ۱۱+   |

آخرین بروزرسانی: ۲۲ اردیبهشت  ۱۳۹۸

منبع: IPLstats Home
IPLstats Away

پ = پیروزی؛ ت = تساوی؛ ش = شکست؛ گ‌ز = گل زده؛ گ‌خ = گل خورده؛ ت‌گ = تفاضل گل

| مکان برگزاری       | بازی | برد | مساوی | شکست | زده | خورده | تفاضل | امتیاز |
| ------------------ | ---- | --- | ----- | ---- | --- | ----- | ----- | ------ |
| در ورزشگاه آزادی   | ۱۶   | ۹   | ۵     | ۲    | ۲۰  | ۵     | ۱۵+   | ۳۲     |
| در ورزشگاه‌های دیگر | ۱۴   | ۷   | ۴     | ۳    | ۲۰  | ۸     | ۱۲+   | ۲۵     |

#### روند هفته به هفته
| هفته  | ۱ | ۲ | ۳ | ۴ | ۵ | ۶ | ۷ | ۸ | ۹ | ۱۰ | ۱۱ | ۱۲ | ۱۳ | ۱۴ | ۱۵ | ۱۶ | ۱۷ | ۱۸ | ۱۹ | ۲۰ | ۲۱ | ۲۲ | ۲۳ | ۲۴ | ۲۵ | ۲۶ | ۲۷ | ۲۸ | ۲۹ | ۳۰ |
| ----- | - | - | - | - | - | - | - | - | - | -- | -- | -- | -- | -- | -- | -- | -- | -- | -- | -- | -- | -- | -- | -- | -- | -- | -- | -- | -- | -- |
| زمین  | خ | م | خ | م | خ | م | م | خ | م | خ  | م  | خ  | م  | خ  | م  | م  | خ  | م  | خ  | م  | خ  | خ  | م  | خ  | م  | خ  | م  | خ  | م  | خ  |
| نتیجه | ت | ت | پ | ش | ت | پ | ت | ت | پ | ش  | ت  | ت  | پ  | پ  | پ  | پ  | ش  | پ  | پ  | پ  | پ  | پ  | ش  | ت  | پ  | پ  | ش  | پ  | ت  | پ  |
| وضعیت | ۷ | ۹ | ۴ | ۷ | ۷ | ۵ | ۶ | ۷ | ۵ | ۷  | ۶  | ۵  | ۶  | ۵  | ۵  | ۵  | ۴  | ۵  | ۵  | ۴  | ۳  | ۲  | ۴  | ۴  | ۳  | ۲  | ۳  | ۳  | ۳  | ۳  |

آخرین بروزرسانی: پایان فصل.
منبع: "Ipl".

زمین: م = مهمان، خ = خانه. نتیجه: ت = تساوی، ش = شکست، پ = پیروزی.

### لیگ قهرمانان آسیا ۲۰۱۸
یک چهارم نهایی
| ۵ شهریور ۱۳۹۷ | استقلال ایران                                                   | ۱ – ۳ | السد قطر                                       | تهران، ایران                                                 |
| ۲۰:۳۰         | برشام ۱۲' (گل‌به‌خودی) · نویمایر '۴۲ · سهرابیان '۴۷ · ف.باقری '۶۴ | گزارش | جونگ '۲۴ · عفیف ۶۱' · بونجاح ۶۵'، ۷۴' (پنالتی) | ورزشگاه: ورزشگاه آزادی تهران تماشاگران: ۷۸٬۰۰۰ داور: ما نینگ |

| ۲۶ شهریور ۱۳۹۷ | السد قطر                                      | ۲ - ۲ (۵ - ۳ گ.ح.) | استقلال ایران                                                        | دوحه، قطر                                                            |
| ۱۹:۰۰          | عفیف ۲۷' · ابوبکر '۸۰ · بونجاح ۲+۹۰' (پنالتی) | گزارش              | چشمی '۲۲ '۵۰ · ر.باقری ۳۲' · تبریزی ۴۹' · اسماعیلی '۸۶ · رحمتی '۱+۹۰ | ورزشگاه: ورزشگاه جاسم بن حمد تماشاگران: ۶،۴۶۲ داور: محمد تقی الجعفری |

### لیگ قهرمانان آسیا ۲۰۱۹

#### مرحله گروهی
| ۱۴ اسفند ۱۳۹۷ ۱ | الدحیل قطر                                                | ۳ – ۰ | استقلال ایران         | دوحه، قطر                                     |
| ۱۸:۴۵           | احمد یاسر '۳۲ · بن عطیه ۵۶' · العربی ۷۳' · علی عفیف ۱+۹۰' | گزارش | نورافکن '۲۷ غفوری '۶۵ | ورزشگاه: عبدالله بن خلیفه داور: روشن ایرماتوف |

| ۲۱ اسفند ۱۳۹۷ ۲ | استقلال ایران                            | ۱ – ۱ | العین امارات                       | تهران، ایران                                 |
| ۱۹:۰۰           | ف.باقری '۱۹ · ف.باقری ۵۳' · اسماعیلی '۸۱ | گزارش | شیوتانی ۸۵' · عامر عبدالرحمن '۱+۹۰ | ورزشگاه: آزادی تهران داور: احمد ابوبکر الکاف |

| ۱۹ فروردین ۱۳۹۸ ۳ | استقلال ایران                                                                    | ۲ – ۱ | الهلال عربستان           | ، قطر                                        |
| ۲۱:۳۰             | ع.کریمی ۵' · ع.کریمی '۱۹ · منتظری ۳۰' · دانشگر '۵۱ · اسماعیلی '۸۱ · زکی‌پور '۵+۹۰ | گزارش | ال بلیهی '۳۲ · گومیس ۷۲' | ورزشگاه: حمد بن خلیفه داور: کریستوفر جیمز بث |

| ۳ اردیبهشت ۱۳۹۸ ۴                                                                                       | الهلال عربستان                                                              | ۱ – ۰ | استقلال ایران                            | ابوظبی، امارات                         |
| ۱۹:۳۰                                                                                                   | عابد '۲۵ · البریک '۴۸ · جووینکو ۵۱' · عابد '۵۲ · الشهرانی '۷۴ · جووینکو '۸۸ | گزارش | منشا '۱۵ دانشگر '۳۰ شجاعیان '۴۵ چشمی '۶۰ | ورزشگاه: محمد بن زاید داور: ریوجی ساتو |
| یادداشت: جووینکو دقایقی بعد از تعویضش در حالی روی نیمکت ذخیره‌ها نشسته بود به دلیل اعتراضش کارت زرد گرفت |                                                                             |       |                                          |                                        |

| ۱۶ اردیبهشت ۱۳۹۸ ۵ | استقلال ایران                       | ۱ – ۱ | الدحیل قطر                 | تهران، ایران                             |
| ۲۰:۳۰              | شجاعیان '۷ · چشمی ۵۳' · شجاعیان '۶۵ | گزارش | جونیور ۵۵' · شجاعیان '۴+۹۰ | ورزشگاه: آزادی تهران داور: ادهم المخادمه |

| ۳۰ اردیبهشت ۱۳۹۸ ۶ | العین امارات                                                 | ۱ – ۲ | استقلال ایران                                                  | العین، امارات                            |
| ۲۲:۳۰              | مارکوس برگ ۱۳' · کایو '۳۴ · مارکوس برگ '۳۸ · سعید جمعه '۳+۹۰ | گزارش | دانشگر ۲۲' · تبریزی ۱+۴۵' · چشمی '۵۰ · پاتوسی '۴۸ · دانشگر '۷۸ | ورزشگاه: هزاع بن زاید داور: کو هیونگ-جین |

#### جایگاه در جدول و نتایج گروه
| تیم     | بازی | برد | مساوی | باخت | گل‌زده | گل‌خورده | تفاضل‌گل | امتیاز |
| ------- | ---- | --- | ----- | ---- | ----- | ------- | ------- | ------ |
| الهلال  | ۶    | ۴   | ۱     | ۱    | ۱۰    | ۵       | ۵+      | ۱۳     |
| الدحیل  | ۶    | ۲   | ۳     | ۱    | ۱۱    | ۸       | ۳+      | ۹      |
| استقلال | ۶    | ۲   | ۲     | ۲    | ۶     | ۸       | ۲–      | ۸      |
| العین   | ۶    | ۰   | ۲     | ۴    | ۴     | ۱۰      | ۶–      | ۲      |

|         | الدحیل | الهلال | العین | استقلال |
| ------- | ------ | ------ | ----- | ------- |
| الدحیل  | —      | ۲-۲    | ۲-۲   | ۳–۰     |
| الهلال  | ۳–۱    | —      | ۰-۲   | ۰-۱     |
| العین   | ۲-۰    | ۰–۱    | —     | ۲-۱     |
| استقلال | ۱-7    | ۱-9    | ۱–۱   | —       |

### جام حذفی ایران
استقلال به عنوان مدافع عنوان قهرمانی در سی و دومین دورهٔ این رقابت‌ها شرکت می‌کند.
| ۱۰ مهر ۱۳۹۷ ۱/۱۶                     | نفت مسجدسلیمان | ۰ – ۱ (وقت اضافه) | استقلال تهران                                          | مسجدسلیمان                                                |
| ۲۰:۴۵ ساعت رسمی ایران (یوتی‌سی ۳:۳۰+) | نصاری '۶۴      | گزارش             | تبریزی '۷۰ · قایدی '۹۵ · ر.باقری ۹۶' · غفوری '۱۰۹ '۱۱۰ | ورزشگاه: بهنام محمدی تماشاگران: ۱۵۰۰۰ داور: رضا کرمانشاهی |
| یادداشت: بازی به وقت اضافی کشیده شد  |                |                   |                                                        |                                                           |

| ۱۰ آبان ۱۳۹۷ ۱/۸                      | استقلال تهران                                                                                 | ۲ – ۲ (۱ – ۳ پنالتی)           | سایپا تهران                                                     | تهران                                                    |
| ۱۶:۳۰ ساعت رسمی ایران (یوتی‌سی ۳:۳۰+)  | اسماعیلی ۱۷' (پنالتی) · گرو ۳۴' (پنالتی) · اسماعیلی '۵۰ · دانشگر '۵۴ · زکی‌پور '۶۴ · چشمی '۱۱۱ | گزارش                          | سارفو '۲۳ '۳۳ · ترابی ۲۸' · حاج‌محمدی ۴۱' · اسدی '۸۱ · خالدی '۹۲ | ورزشگاه: ورزشگاه آزادی تماشاگران: ۱۲۰۰۰ داور: بیژن حیدری |
|                                       | ضربات پنالتی                                                                                  |                                |                                                                 |                                                          |
| سهرابیان · قایدی · ر.باقری · اسماعیلی |                                                                                               | رضاوند · رمضانی · اسدی · ترابی |                                                                 |                                                          |

## آمار

### عملکرد کلی تیم در فصل
| رقابت                  | اولین بازی    | آخرین بازی       | شروع دور        | جایگاه نهایی       | آمار | آمار | آمار | آمار | آمار | آمار | آمار | آمار   |
| رقابت                  | اولین بازی    | آخرین بازی       | شروع دور        | جایگاه نهایی       | بازی | ب    | ت    | ش    | گ‌ز   | گ‌خ   | ت‌گ   | % برد  |
| ---------------------- | ------------- | ---------------- | --------------- | ------------------ | ---- | ---- | ---- | ---- | ---- | ---- | ---- | ------ |
| لیگ برتر ۹۸–۱۳۹۷       | ۵ مرداد ۱۳۹۷  | ۲۶ اردیبهشت ۱۳۹۸ | هفته ۱          | سوم                | ۳۰   | ۱۶   | ۹    | ۵    | ۴۰   | ۱۳   | ۲۷+  | ۰۵۳    |
| جام حذفی ۹۸–۱۳۹۷       | ۱۰ مهر ۱۳۹۷   | ۱۰ آبان ۱۳۹۷     | یک‌شانزدهم نهایی | یک‌هشتم نهایی       | ۲    | ۱    | ۱    | ۰    | ۳    | ۲    | ۱+   | ۰۵۰    |
| لیگ قهرمانان آسیا ۲۰۱۸ | ۵ شهریور ۱۳۹۷ | ۲۶ شهریور ۱۳۹۷   | یک‌چهارم نهایی   | یک‌چهارم نهایی      | ۲    | ۰    | ۱    | ۱    | ۳    | ۵    | ۲−   | ۰۰۰٫۰۰ |
| لیگ قهرمانان آسیا ۲۰۱۹ | ۱۴ اسفند ۱۳۹۷ | ۳۰ اردیبهشت ۱۳۹۸ | مرحله گروهی     | حذف در مرحله گروهی | ۶    | ۲    | ۲    | ۲    | ۶    | ۸    | ۲−   | ۰۳۳    |
| مجموع                  | مجموع         | مجموع            | مجموع           | مجموع              | ۴۰   | ۱۹   | ۱۳   | ۸    | ۵۲   | ۲۸   | ۲۴+  | ۰۴۸    |

منبع: رقابت‌ها

### نمایش بازیکنان
| شماره | پُست       | بازیکنان        | لیگ  | لیگ  | لیگ      | حذفی | حذفی | حذفی     | آسیا | آسیا | آسیا     | مجموع   | مجموع | مجموع    | کارت                 | کارت             |
| شماره | پُست       | بازیکنان        | بازی | زمان | کارت زرد | بازی | زمان | کارت زرد | بازی | زمان | کارت زرد | بازی    | زمان  | کارت زرد | کارت زرد دوم و اخراج | کارت قرمز مستقیم |
| ----- | --------- | --------------- | ---- | ---- | -------- | ---- | ---- | -------- | ---- | ---- | -------- | ------- | ----- | -------- | -------------------- | ---------------- |
| ۱     | دروازه‌بان | مهدی رحمتی      | ۱۷   | ۱۵۳۰ | ۰        | ۱    | ۱۲۰  | ۰        | ۴    | ۳۶۰  | ۱        | ۲۲ (۲۲) | ۲۰۱۰  | ۱        | ۰                    | ۰                |
| ۲     | مدافع     | خسرو حیدری      | ۸    | ۴۶۱  | ۰        | ۰    | ۰    | ۰        | ۴    | ۲۵۳  | ۰        | ۱۲ (۹)  | ۷۱۴   | ۰        | ۰                    | ۰                |
| ۳     | مدافع     | میلاد زکی‌پور    | ۲۱   | ۱۷۳۳ | ۶        | ۲    | ۲۲۳  | ۱        | ۵    | ۴۵۰  | ۱        | ۲۸ (۲۷) | ۲۴۰۶  | ۸        | ۱                    | ۰                |
| ۴     | مدافع     | روزبه چشمی      | ۱۹   | ۱۶۸۱ | ۷        | ۲    | ۲۴۰  | ۱        | ۶    | ۵۲۵  | ۴        | ۲۷ (۲۷) | ۲۴۴۶  | ۱۲       | ۱                    | ۰                |
| ۵     | هافبک     | آیاندا پاتوسی   | ۱۳   | ۱۱۲۲ | ۰        | ۰    | ۰    | ۰        | ۶    | ۵۲۴  | ۰        | ۱۹ (۱۹) | ۱۶۴۶  | ۰        | ۰                    | ۰                |
| ۶     | هافبک     | علی کریمی       | ۲۶   | ۲۱۷۹ | ۳        | ۱    | ۱۲۰  | ۰        | ۶    | ۴۵۹  | ۱        | ۳۳ (۳۱) | ۲۷۵۸  | ۴        | ۰                    | ۰                |
| ۷     | هافبک     | مارکوس نویمایر  | ۸    | ۱۶۷  | ۱        | ۱    | ۵۴   | ۰        | ۱    | ۵۵   | ۱        | ۱۰ (۲)  | ۲۷۶   | ۲        | ۰                    | ۰                |
| ۸     | هافبک     | فرشید اسماعیلی  | ۲۱   | ۱۶۴۶ | ۲        | ۲    | ۲۴۰  | ۱        | ۵    | ۴۴۲  | ۳        | ۲۸ (۲۶) | ۲۳۲۸  | ۶        | ۰                    | ۰                |
| ۹     | مهاجم     | الحاجی گرو      | ۷    | ۳۱۲  | ۰        | ۲    | ۱۵۶  | ۰        | ۱    | ۹۰   | ۰        | ۱۰ (۵)  | ۵۵۸   | ۰        | ۰                    | ۰                |
| ۱۰    | مهاجم     | روح‌اله باقری    | ۱۴   | ۸۹۸  | ۲        | ۲    | ۸۳   | ۰        | ۲    | ۱۱۸  | ۰        | ۱۸(۱۴)  | ۱۰۹۹  | ۲        | ۰                    | ۰                |
| ۱۱    | مهاجم     | مرتضی تبریزی    | ۲۳   | ۱۳۸۲ | ۱        | ۱    | ۶۳   | ۱        | ۴    | ۳۶۰  | ۰        | ۲۸ (۱۸) | ۱۸۰۵  | ۲        | ۰                    | ۰                |
| ۱۲    | مدافع     | میثم تیموری     | ۳    | ۱۰۰  | ۰        | ۰    | ۰    | ۰        | ۰    | ۰    | ۰        | ۳ (۱)   | ۱۰۰   | ۰        | ۰                    | ۰                |
| ۱۳    | هافبک     | آرمین سهرابیان  | ۱۸   | ۱۴۵۱ | ۶        | ۲    | ۱۳۷  | ۰        | ۵    | ۳۰۵  | ۱        | ۲۵ (۱۹) | ۱۸۹۳  | ۷        | ۰                    | ۰                |
| ۱۴    | مهاجم     | فرشید باقری     | ۲۲   | ۱۶۴۹ | ۴        | ۲    | ۱۲۷  | ۰        | ۴    | ۳۳۸  | ۲        | ۲۸ (۲۴) | ۲۱۱۴  | ۶        | ۰                    | ۰                |
| ۱۶    | مهاجم     | اللهیار صیادمنش | ۱۵   | ۷۱۴  | ۲        | ۲    | ۱۱۰  | ۰        | ۱    | ۴۵   | ۰        | ۱۸ (۸)  | ۸۶۹   | ۲        | ۱                    | ۰                |
| ۱۷    | مهاجم     | همام طارق       | ۱۴   | ۸۹۶  | ۰        | ۱    | ۱۲۰  | ۰        | ۳    | ۱۷۴  | ۰        | ۱۸ (۱۲) | ۱۱۹۰  | ۰        | ۰                    | ۰                |
| ۲۰    | مدافع     | اسماعیل گنسالوس | ۱۳   | ۶۶۲  | ۲        | ۰    | ۰    | ۰        | ۵    | ۲۹۳  | ۰        | ۱۸ (۱۱) | ۹۵۵   | ۲        | ۰                    | ۰                |
| ۲۱    | مدافع     | وریا غفوری      | ۲۳   | ۱۹۸۷ | ۱        | ۱    | ۱۱۰  | ۲        | ۷    | ۴۷۰  | ۱        | ۳۱ (۲۸) | ۲۵۶۷  | ۴        | ۰                    | ۰                |
| ۲۲    | دروازه‌بان | حسین حسینی      | ۱۳   | ۱۱۷۰ | ۲        | ۱    | ۱۲۰  | ۰        | ۴    | ۳۶۰  | ۰        | ۱۸ (۱۸) | ۱۶۵۰  | ۲        | ۰                    | ۰                |
| ۲۳    | هافبک     | داریوش شجاعیان  | ۱۵   | ۶۸۵  | ۴        | ۰    | ۰    | ۰        | ۴    | ۲۸۱  | ۲        | ۱۵ (۱۲) | ۶     | ۶        | ۰                    | ۰                |
| ۲۴    | مهاجم     | جابر انصاری     | ۲    | ۱۲۰  | ۰        | ۱    | ۹۰   | ۰        | ۰    | ۰    | ۰        | ۳ (۲)   | ۲۱۰   | ۰        | ۰                    | ۰                |
| ۲۵    | مهاجم     | مهدی قایدی      | ۱۰   | ۴۴۵  | ۰        | ۲    | ۸۹   | ۱        | ۴    | ۱۸۷  | ۰        | ۱۶ (۸)  | ۷۲۱   | ۱        | ۰                    | ۰                |
| ۲۸    | هافبک     | محسن کریمی      | ۴    | ۱۰۷  | ۱        | ۰    | ۰    | ۰        | ۲    | ۱۲   | ۰        | ۶ (۱)   | ۱۱۹   | ۱        | ۰                    | ۰                |
| ۳۰    | مدافع     | امید نورافکن    | ۹    | ۷۳۷  | ۴        | ۰    | ۰    | ۰        | ۵    | ۳۹۵  | ۱        | ۱۴ (۱۳) | ۱۱۳۲  | ۵        | ۱                    | ۰                |
| ۳۳    | مدافع     | پژمان منتظری    | ۲۵   | ۲۲۵۰ | ۳        | ۱    | ۱۲۰  | ۰        | ۸    | ۷۲۰  | ۰        | ۳۴ (۳۴) | ۳۰۹۰  | ۳        | ۰                    | ۰                |
| ۴۴    | مدافع     | فرشاد محمدی‌مهر  | ۹    | ۶۶۸  | ۳        | ۱    | ۱۲۰  | ۰        | ۰    | ۰    | ۰        | ۱۰ (۸)  | ۷۸۸   | ۳        | ۰                    | ۰                |
| ۷۰    | مدافع     | محمد دانشگر     | ۲۲   | ۱۹۳۱ | ۸        | ۱    | ۱۲۰  | ۱        | ۶    | ۴۰۶  | ۳        | ۲۹ (۲۶) | ۲۴۵۷  | ۱۲       | ۱                    | ۰                |
| ۷۷    | هافبک     | رضا آذری        | ۵    | ۱۵۱  | ۰        | ۱    | ۶۸   | ۰        | ۰    | ۰    | ۰        | ۶ (۱)   | ۲۱۹   | ۰        | ۰                    | ۰                |
| ۸۸    | مهاجم     | رضا کریمی       | ۲    | ۴۰   | ۰        | ۰    | ۰    | ۰        | ۱    | ۷    | ۰        | ۳       | ۴۷    | ۰        | ۰                    | ۰                |
| ۹۰    | مهاجم     | گادوین منشا     | ۱۳   | ۶۸۷  | ۱        | ۰    | ۰    | ۰        | ۵    | ۲۸۲  | ۱        | ۱۸ (۱۱) | ۹۶۹   | ۲        | ۰                    | ۰                |
| ۹۹    | مهاجم     | سجاد آقایی      | ۳    | ۹۸   | ۱        | ۰    | ۰    | ۰        | ۱    | ۱۰   | ۰        | ۴ (۱)   | ۱۰۸   | ۱        | ۰                    | ۰                |

اعداد آبی رنگ : تعداد حضور در ترکیب اصلی استقلال
منبع: گزارش بازی‌ها

### گلزن‌ها
| #           | پُست         | بازیکنان        | لیگ برتر | جام حذفی | لیگ قهرمانان | جمع |
| ----------- | ----------- | --------------- | -------- | -------- | ------------ | --- |
| ۱           | مهاجم       | مرتضی تبریزی    | ۵ (۱)    | ۰        | ۲            | ۷   |
| ۲           | هافبک       | آیاندا پاتوسی   | ۴        | ۰        | ۰            | ۴   |
| ۳           | مدافع       | وریا غفوری      | ۴ (۱)    | ۰        | ۰            | ۴   |
| ۴           | هافبک       | فرشید باقری     | ۳        | ۰        | ۱            | ۴   |
| ۵           | هافبک       | فرشید اسماعیلی  | ۲        | ۱ (۱)    | ۰            | ۳   |
| ۶           | مهاجم       | اسماعیل گنسالوس | ۳        | ۰        | ۰            | ۳   |
| ۷           | هافبک       | علی کریمی       | ۲        | ۰        | ۱            | ۳   |
| ۸           | مهاجم       | روح‌اله باقری    | ۱        | ۱        | ۱            | ۳   |
| ۹           | هافبک       | مهدی قایدی      | ۳        | ۰        | ۰            | ۳   |
| ۱۰          | مدافع       | محمد دانشگر     | ۲        | ۰        | ۱            | ۳   |
| ۱۱          | هافبک       | اللهیار صیادمنش | ۲        | ۰        | ۰            | ۲   |
| ۱۲          | مدافع       | روزبه چشمی      | ۰        | ۰        | ۱            | ۱   |
| ۱۳          | هافبک       | رضا کریمی       | ۱        | ۰        | ۰            | ۱   |
| ۱۴          | مهاجم       | گادوین منشا     | ۱        | ۰        | ۰            | ۱   |
| ۱۵          | مدافع       | میلاد زکی‌پور    | ۱        | ۰        | ۰            | ۱   |
| ۱۶          | هافبک       | طارق همام       | ۱        | ۰        | ۰            | ۱   |
| ۱۷          | مهاجم       | جابر انصاری     | ۱        | ۰        | ۰            | ۱   |
| ۱۸          | مهاجم       | رضا آذری        | ۱        | ۰        | ۰            | ۱   |
| ۱۹          | مدافع       | پژمان منتظری    | ۰        | ۰        | ۱            | ۱   |
| ۲۰          | مهاجم       | الحاجی گرو      | ۰        | ۱ (۱)    | ۰            | ۱   |
| گل‌به‌خودی ** | گل‌به‌خودی ** | گل‌به‌خودی **     | ۳        | ۰        | ۱            | ۴   |
| جمع         | جمع         | جمع             | ۴۰       | ۳        | ۹            | ۵۲  |

اعداد آبی رنگ : تعداد گلهای زده شده از نقطه پنالتی
** گل به خودی بازیکنان حریف :
۱- علی عبداله‌زاده بازیکن تراکتورسازی تبریز در هفته سوم لیگ برتر
۲- بوعلام خوخی بازیکن السد قطر در بازی برگشت یگ چهارم نهایی لیگ قهرمانان در فصل ۲۰۱۸
۳- میثم تهیدست بازیکن تیم سپیدرود رشت در هفته پانزدهم لیگ برتر
۴- میرهادی میرجوان بازیکن پارس جنوبی جم در هفته نوزدهم لیگ برتر
منبع: گزارش بازی‌ها

### پاس گل
| #   | پُست   | بازیکنان         | لیگ برتر | جام حذفی | لیگ قهرمانان | جمع | گرفتن پنالتی |
| --- | ----- | ---------------- | -------- | -------- | ------------ | --- | ------------ |
| ۱   | مدافع | وریا غفوری       | ۴        | ۱        | ۱            | ۶   | ۰            |
| ۲   | هافبک | فرشید اسماعیلی   | ۴        | ۰        | ۱            | ۵   | ۱            |
| ۳   | هافبک | آیاندا پاتوسی    | ۲        | ۰        | ۳            | ۵   | ۰            |
| ۴   | هافبک | فرشید باقری      | ۳        | ۰        | ۰            | ۳   | ۰            |
| ۵   | مهاجم | گادوین منشا      | ۳        | ۰        | ۰            | ۳   | ۰            |
| ۶   | مدافع | میلاد زکی‌پور     | ۲        | ۰        | ۰            | ۲   | ۰            |
| ۷   | مدافع | محمد دانشگر      | ۱        | ۰        | ۱            | ۲   | ۱            |
| ۸   | مهاجم | روح‌اله باقری     | ۲        | ۰        | ۰            | ۲   | ۰            |
| ۹   | هافبک | طارق همام        | ۱        | ۰        | ۱            | ۲   | ۰            |
| ۱۰  | هافبک | اللهیار صیادمنش  | ۱        | ۰        | ۰            | ۱   | ۲            |
| ۱۱  | هافبک | مهدی قایدی       | ۱        | ۰        | ۰            | ۱   | ۲            |
| ۱۲  | مدافع | فرشاد محمدی‌مهر   | ۱        | ۰        | ۰            | ۱   | ۰            |
| ۱۳  | مهاجم | اسماعیل گونسالوس | ۱        | ۰        | ۰            | ۱   | ۰            |
| ۱۴  | مدافع | آرمین سهرابیان   | ۱        | ۰        | ۰            | ۱   | ۰            |
| ۱۵  | مهاجم | مرتضی تبریزی     | ۱        | ۰        | ۰            | ۱   | ۱            |
| ۱۶  | مهاجم | الحاجی گرو       | ۰        | ۰        | ۰            | ۰   | ۱            |
| ۱۷  | هافبک | محسن کریمی       | ۰        | ۰        | ۰            | ۰   | ۱            |
| جمع | جمع   | جمع              | ۲۷       | ۱        | ۷            | ۳۵  | ۹            |

- از مجموع نُه پنالتی اعلام شده در این فصل پنج ضربه پنالتی گل نشده‌است.

منبع: گزارش بازی‌ها

### عملکرد مربیان
| عنوان بازیها      | بازی | برد | مساوی | باخت | گل‌زده | گل‌خورده | تفاضل | درصد برد |
| ----------------- | ---- | --- | ----- | ---- | ----- | ------- | ----- | -------- |
| وینفرید شفر       |      |     |       |      |       |         |       |          |
| لیگ برتر          | ۲۷   | ۱۴  | ۸     | ۵    | ۳۴    | ۱۰      | ۲۴    | ۵۲٪      |
| جام حذفی          | ۲    | ۱   | ۱     | ۰    | ۳     | ۲       | ۱     | ۵۰٪      |
| لیگ قهرمانان آسیا | ۴    | ۱   | ۱     | ۲    | ۳     | ۶       | ۳-    | ۲۵٪      |
| فرهاد مجیدی       |      |     |       |      |       |         |       |          |
| لیگ برتر          | ۳    | ۲   | ۱     | ۰    | ۶     | ۳       | ۳     | ۶۷٪      |
| لیگ قهرمانان آسیا | ۲    | ۱   | ۱     | ۰    | ۳     | ۲       | ۱     | ۵۰٪      |
| جمع عملکرد مربیان |      |     |       |      |       |         |       |          |
| وینفرید شفر       | ۳۳   | ۱۶  | ۱۰    | ۷    | ۴۰    | ۱۸      | ۲۲    | ۴۸٪      |
| فرهاد مجیدی       | ۵    | ۳   | ۲     | ۰    | ۹     | ۵       | ۴     | ۶۰٪      |

### گلهای لیگ برتر بر حسب شش بازه زمانی
| بازه زمانی     | گل زده | بازه زمانی     | گل خورده |
| -------------- | ------ | -------------- | -------- |
| ۱۵ دقیقه اول   | ۱۰     | ۱۵ دقیقه اول   | ۳        |
| ۱۵ دقیقه دوم   | ۷      | ۱۵ دقیقه دوم   | ۳        |
| ۱۵ دقیقه سوم   | ۶      | ۱۵ دقیقه سوم   | ۱        |
| اضافی نیمه اول | ۱      | اضافی نیمه اول | ۱        |
| جمع نیمه اول   | ۲۳     | جمع نیمه اول   | ۸        |
| ۱۵ دقیقه چهارم | ۶      | ۱۵ دقیقه چهارم | ۱        |
| ۱۵ دقیقه پنجم  | ۳      | ۱۵ دقیقه پنجم  | ۰        |
| ۱۵ دقیقه ششم   | ۵      | ۱۵ دقیقه ششم   | ۳        |
| اضافی نیمه دوم | ۳      | اضافی نیمه دوم | ۱        |
| جمع نیمه دوم   | ۱۷     | جمع نیمه دوم   | ۵        |

### عملکرد دروازه‌بانها
|       |               | لیگ برتر | لیگ برتر | لیگ برتر | جام حذفی | جام حذفی | جام حذفی | لیگ قهرمانان | لیگ قهرمانان | لیگ قهرمانان | مجموع | مجموع   | مجموع |
| رتبه  | نام           | بازی     | گل‌خورده  | ک‌ش       | بازی     | گل‌خورده  | ک‌ش       | بازی         | گل‌خورده      | ک‌ش           | بازی  | گل‌خورده | ک‌ش    |
| ----- | ------------- | -------- | -------- | -------- | -------- | -------- | -------- | ------------ | ------------ | ------------ | ----- | ------- | ----- |
| ۱     | مهدی رحمتی    | ۱۷       | ۶        | ۱۲       | ۱        | ۰        | ۱        | ۴            | ۹            | ۰            | ۲۲    | ۱۵      | ۱۳    |
| ۲     | حسین حسینی    | ۱۳       | ۷        | ۷        | ۱        | ۲        | ۰        | ۴            | ۴            | ۰            | ۱۸    | ۱۳      | ۷     |
| ۳     | مهدی نوراللهی | ۰        | ۰        | ۰        | ۰        | ۰        | ۰        | ۰            | ۰            | ۰            | ۰     | ۰       | ۰     |
| مجموع | مجموع         | ۳۰       | ۱۳       | ۱۹       | ۲        | ۲        | ۱        | ۸            | ۱۳           | ۰            | ۴۰    | ۲۸      | ۲۰    |

### کاپیتان‌های فصل
| رده | نام            | لیگ برتر | جام حذفی | لیگ قهرمانان | جمع |
| --- | -------------- | -------- | -------- | ------------ | --- |
| ۱   | سید مهدی رحمتی | ۱۷       | ۱        | ۴            | ۲۲  |
| ۲   | پژمان منتظری   | ۸ (۳)    | ۰        | ۲            | ۱۰  |
| ۳   | خسرو حیدری     | ۳ (۱)    | ۰        | ۲            | ۵   |
| ۴   | وریا غفوری     | ۲        | ۰        | ۰            | ۲   |
| ۵   | روزبه چشمی     | ۰        | ۱        | ۰            | ۱   |

* عددهای آبی رنگ : نشان دهنده دفعاتی است که آن بازیکن پس از تعویض کاپیتان اول، کاپیتان شده‌است و این کاپیتانی‌ها در ستون جمع محاسبه نشده‌است.